# Teatro Cánovas
El Teatro Cánovas es un teatro de la ciudad de Málaga, España. Está situado en la colina de El Ejido, en el distrito Centro.
Inaugurado en 1991, desde el año 2005 se gestiona por la Agencia Andaluza de Instituciones Culturales de la Consejería de Cultura y Deporte de la Junta de Andalucía.
El Teatro Cánovas dispone de 370 localidades y una pequeña sala B con un aforo de 50 localidades de reciente incorporación que junto con La Sala Gades de 234, forman parte de los denominados espacios escénicos multidisciplinares y polivalentes adscritos a la Consejería de Cultura y Deporte de la Junta de Andalucía. Desde la temporada 2013-2014 el Teatro Cánovas experimenta un nuevo giro en la programación dedicándose al público infantil y juvenil mientras que La Sala Gades, situada en el Conservatorio Superior y Profesional de Danza, se mimetiza con el espacio y especializa su programación con un trabajo comprometido con la danza en todas sus facetas. Tres espacios vinculados a la ciudad de Málaga donde se respira producción propia y propuestas llenas de creatividad y contemporaneidad para diferentes públicos.
El Teatro Cánovas se remodela en 2024 con un diseño contemporáneo basado en estructuras cromáticas y patrones geométricos del artista Okuda San Miguel, que cambia la fisonomía exterior del espacio escénico. Y reabre sus puertas con una programación enfocada a todos los públicos.